# Pólo Norte
Pólo Norte est un groupe de rock alternatif portugais, originaire de Belas, à Sintra. À ses débuts, le groupe comprend Miguel Gameiro (chant), Tó Almeida (guitare), Marco Vieira (basse), João Gomes (claviers) et Luís Varatojo (batterie).

## Biographie
Le groupe est formé en 1992 à Belas, une ville de Sintra, par Miguel Gameiro, António Villas-Boas, Rodrigo Ulrich, Francisco Aragão, Tó Rodrigues et Tiago Oliveira. En 1995, le groupe publie son premier album studio intitulé Expedição, qui comprend les premiers succès du groupe comme Lisboa et Grito.
En 1996, le groupe publie l'album Aprender a ser feliz, l'un de ses titres les plus emblématiques, qui attire beaucoup de fans à travers le pays. En 1999, ils enregistrent un troisième album sous le titre Longe, qui aboutit comme l'une des meilleures phases du groupe. En 2000, ils sortent un album live avec tous leurs succès  intitulé Aula Magna, enregistré à Lisbonne. En 2002, le groupe sort l'album Jogo da vida, qui comprend le morceau Pura inocência.
En 2005, le groupe publie l'album Deixa o mundo girar, considéré par les médias locaux comme le meilleur du groupe comparé à ses prédécesseurs. L'album comprend trois singles : le morceau-titre, Deixa o mundo girar, A dança et Pele, tous de grands succès. Le 11 juillet 2007 sort la réédition de l'album Deixa o mundo girar, publié en double CD. En avril 2008 sort l'album 15 anos, compilation de leurs meilleurs morceaux. En 2014 sort la compilation Miguel Gameiro e Pólo Norte.

## Discographie
- 1995 : Expedição
- 1996 : Aprender a ser feliz
- 1999 : Longe
- 2000 : Pólo Norte ao vivo (album live)
- 2002 : Jogo da vida
- 2005 : Deixa o mundo girar
- 2008 : 15 anos (compilation)
- 2014 : Miguel Gameiro e Pólo Norte (compilation)